# Narathura santa
Narathura santa är en fjärilsart som beskrevs av Evans 1957. Narathura santa ingår i släktet Narathura och familjen juvelvingar. Inga underarter finns listade i Catalogue of Life.